# ملعب توفالو الأرضي
ملعب توفالو الأرضي هو ملعب متعدد الاستخدام يقع في فونافوتي، بتوفالو ويستخدم حاليا لمباريات كرة القدم والرغبي، وهو الوحيد في توفالو لذا تعلب جميع البطولات في هذا الملعب؛ دوري توفالو لكرة القدم، إلخ. ويتسع الملعب لـ 1,500 متفرج.